# Empatie
Empatia (din greaca veche ἐν, în, în interior și πάθoς, suferință, ceea ce suferi) este capacitatea de a recunoaște și, într-o oarecare măsură, de a împărtăși sentimentele (cum ar fi tristețea sau fericirea) care sunt experimentate de către o altă ființă, chiar dacă aceasta nu le exprimă explicit. O persoană are nevoie de a avea un anumit grad de empatie înainte de a putea să fie capabil să simtă compasiune.
Mulți autori pun în legătură empatia cu capacitatea de a te putea identifica cu alți oameni (capacitatea de identificare), de a te putea detașa de această identificare (capacitatea de distanțare) și de a putea oscila între ambele funcții parțiale. Ca efect, receptorul are tendința de a trăi afectiv, prin transpunere emoțională, viața eroilor din operele narative (literare, filme).
Din punctul de vedere al psihologiei, empatia reprezintă o identificare, prin trăire, cu alte persoane, cum ar fi eroii cărților, printr-o interpretare a eului altora după propriul eu, în timp ce din punct de vedere filozofic, empatia este o formă de cunoaștere a altuia, în special a eului social sau a ceva, apropiată de intuiție, deci, tot o interpretare a eului altora după propriul nostru eu.
Empatia reprezintă capacitatea de a te detașa de celalalt, de a nu ne identifica pentru a evita amestecul emoției noastre cu a celuilalt sau a problemei noastre cu problema celuilalt și pentru a fi astfel și mai capabili de a-l ghici, de a-l înțelege și de a-l ajuta pe celălalt.

## Definiție
Empatia are multe definiții care cuprind o gamă largă de stări emoționale, de la a ține la anumite persoane și având dorința de a îi ajuta, până la a experimenta emoții care se potrivesc cu emoțiile altei persoane, a ști ce gândește sau simte cealalta persoana, pentru a estompa linia dintre sine și ceilalți. 
Din moment ce empatia implică înțelegerea stărilor emoționale ale altor oameni, felul în care este caracterizată este derivat din modul în care emoțiile în sine sunt caracterizate. Capacitatea de a se imagina ca altă persoană este un proces imaginativ sofisticat. Cu toate acestea, capacitatea de bază de a recunoaște emoții este probabil înnăscută și poate fii obținută în mod inconștient. Empatia este diferită de simpatie, milă și contagiune emoționala. Preocuparea empatică este sentimentul de compasiune pentru alte persoane, dorința de a îi vedea mai fericiți.

## Empatie-Psihopatie
Persoanele care nu pot deosebi sentimentele lor de cele ale persoanelor din jur, asa zisa lipsa de empatie se numesc psihopați. Psihopaților le lipseste acest sentiment deoarece ei nu gândesc ca majoritatea oamenilor sănătoși psihic, nu pot sa-si mentina sentimentele sau frustrarea in ei, acestia o canalizeaza prin lucruri cu caracter violent. Empatia se dezvolta la o varsta frageda, de unde deducem ca nu ne nastem cu probleme psihologice, ci acestea apar pe parcursul copilariei din cauza unui eveniment neplacut la care am asistat, lasand in urma traume si marcandu-ne pe viata cu aceste probleme.

## Evoluția conceptului
Conceptul de empatie a evoluat în timp:
- Precursorul conceptului de empatie a fost lansat de filozoful german Robert Vischer (1847-1933), care a denumit fenomenul în germană Einfühlung, echivalent cu a spune simpatie estetică, termen preluat în engleză ca empathy.[5]
- Filozoful german Theodor Lipps (1851 - 1914) a inițiat primele studii privind empatia, care era privită ca o formă de cunoaștere rezultată din relațiile interpersonale, constând în imitația interiorizată a stărilor și comportamentelor unei alte persoane mergând pînă la identificare cu acea persoană.[6] Lipps a definit patru feluri empatie: [5]

1. empatia generală sau aperceptivă;
2. empatia naturală sau empirică, prin care li se atribuie obiectelor forță și mișcare, adică o atiudine proprie, de tip uman;
3. empatia dispoziției, care constă din reacții senzoriale de tipul definirii culorilor ca fiind calde sau reci, vesele sau triste;
4. empatia de transpunere, definită ca o multiplicare a eu-lui, o transpunere în starea probabilă a celuilalt.

- Psihologul american Gordon Willard Allport (1897 - 1967), în lucrarea Personality: A Psychological Interpretation (Personalitatea: o interpretare psihologică) din 1937, definea empatia drept imaginația substituitivă, prin care o persoană își asumă percepțiile, judecățile și afectele artei persoane într-o situație determinată dintr-un șir de situații.[6]
- Psihologul american Joy Paul Guilford (1897 - 1987), în lucrarea sa Personality (Personalitatea) din 1959 consideră că empatia este o abilitate de a prevedea comportamentul altor persoane pe baza cunoașterii dispozițiilor psihologice (percepții, gânduri, sentimente, atitudini).[6]
- Psihoterapeutul Carl Rogers (1902-1987) este cel care a introdus termenul de empatie în practica medicală, preluându-l din estetică. Pentru Rogers, a fi empatic înseamnă „a percepe cadrul de referință al altuia cu acuratețe, cu toate componentele sale emoționale și semnificațiile care-i aparțin ca și cum ai fi cealaltă persoană, dar fără a pierde din vedere condiția de ca și cum.“[7]
- Într-o manieră mai clară și mai simplă de a spune lucrurilor pe nume, Mihail Ralea (1896 - 1964) definea empatia ca fiind capacitatea oamenilor de a înțelege trăirile altora.[5]
- Vasile Pavelcu (1900-1991) a completat definiția, adăugând ca o consecință capacitatea de a anticipa comportamentul altora în situații date. [5]

## Stadiile dezvoltării empatiei
Psihologul Martin L. Hoffman (1982) a descris patru stadii ale dezvoltării empatiei:
1. Empatia globală, care presupune imitarea emoțiilor celuilalt, se poate observa la vârsta de un an;
2. Empatia egocentrică, care apare la copiii cu vârsta cuprinsă între 12 și 18 luni, se caracterizează prin diferenṭierea emoțiilor celuilalt, dar oferirea unor soluṭii egocentrice;
3. Empatia pentru emoțiile celuilalt vine cu creșterea în vârstă, astfel încât copiii discriminează mai subtil între emoții și actionează mai puțin egocentric la răspunsul lor;
4. Empatia pentru condiṭiile vieṭii celuilalt, care apare în copilăria târzie sau începutul adolescenṭei, când aceștia răspund la condiṭia generalizată a celuilalt, și nu doar la situația imediată în care sentimentele sunt exprimate.

## Relația empatie-simpatie
Empatia se deosebește de simpatie, aceasta fiind o stare emoțională conștientă, constând în „a simți cu", pe când empatia înseamnă „a simți în", a tinde spre, a trăi viața afectivă a altuia.
Există o distincție clară între cele două concepte, care sună similar: 
- Empatie: abilitatea de a înțelege, percepe și simți emoțiile unei alte persoane.
- Simpatie: tendința de a-i ajuta pe ceilalți pentru a preveni sau diminua suferința lor.

## Testosteronulși empatia
Cercetători britanici de la Universitatea Cambridge și colegi ai lor olandezi de la Universitatea Utrecht au constatat că chiar și o doză mică de hormoni masculini diminuează capacitatea femeilor de a ghici starea de spirit a unei persoane, diminuându-le capacitatea de empatie.

## Empatie și la animale?
Profesorul Marc Bekoff, un ecologist de la University of Colorado, Boulder, împreună cu filosoful Jessica Pierce, bazându-se pe evenimente ca acela al unor delfini care au ajutat oameni să scape de rechini sau al unor elefanți care au ajutat antilopele sa fugă din țarcuri, au concluzionat că unele animale pot da dovadă de empatie nu numai față de alte animale din aceeași specie, ci și în cazul altor specii aflate în suferință.

## Empatia din perspectiva feminista
Înțelesul empatiei este cel de co-trăire, intersimțire, înțelegere prin experiențe comun împărtășite. În cadrul teoriilor feministe se insistă în multe cazuri asupra aspectelor afective ale empatiei („Știu ce simți”), cu referire la altă persoană sau alte persoane care au trecut prin aceleași tipuri de experiențe. Rolul empatiei a fost pus în evidență mai ales în contextul grupurilor de „trezire a conștiinței”. Femeile au experiențe de gen care le conferă o „privatitate colectivă”, cum ar fi cele ale gravidității și nașterii (Alcoff și Dalmya, 1995). 
Empatia este revalorizată în contextul criticilor exceselor raționalismului și ale mitului intelectualist al cunoașterii. Eticile „feminine” (ale grijii, relațiilor, eticile materne) valorifică potențialul empatiei în fundamentarea moralei. În alte contexte, empatia este extinsă dincolo de comunitatea umană, anume spre comunitatea biotică, drept bază pentru eco-etici. Oamenii au experiențe comune cu alte vietăți: setea, foamea, împerecherea ș.a (M.Miroiu, 1996). Pe baza lor pot „înțelege” alte ființe ca subiecți ai moralei. Empatia este o formă de cunoaștere care ajută la depășirea dihotomiilor rațiune-emoție, cunoaștere propozițională-cunoaștere experiențială, implicare rațională-implicare afectivă. Ea nu solicită „înclinația”, emoția, ci mai degrabă înțelegerea experienței trăite într-un alt chip decât cea pur teoretică. Această problemă are relevanță în feminism, mai ales în ce privește accesul la înțelegerea experiențelor pur femeiești.
(vezi și Etica grijii, etici ginocentrice, etici materne)
Mihaela Miroiu 

## Empatia și politica
Capacitatea unui om politic de a stabili empatie între el și electorat este un prim pas spre succes. Această empatie, reală sau disimulată, îi creează un statut favorabil în mintea fiecărui elector vizat. Într-un stat cu o cultură democratică, empatia poate echilibra lipsa unor alte trăsături, precum competența.